# Fritz Springorum

Fritz Springorum, 1938

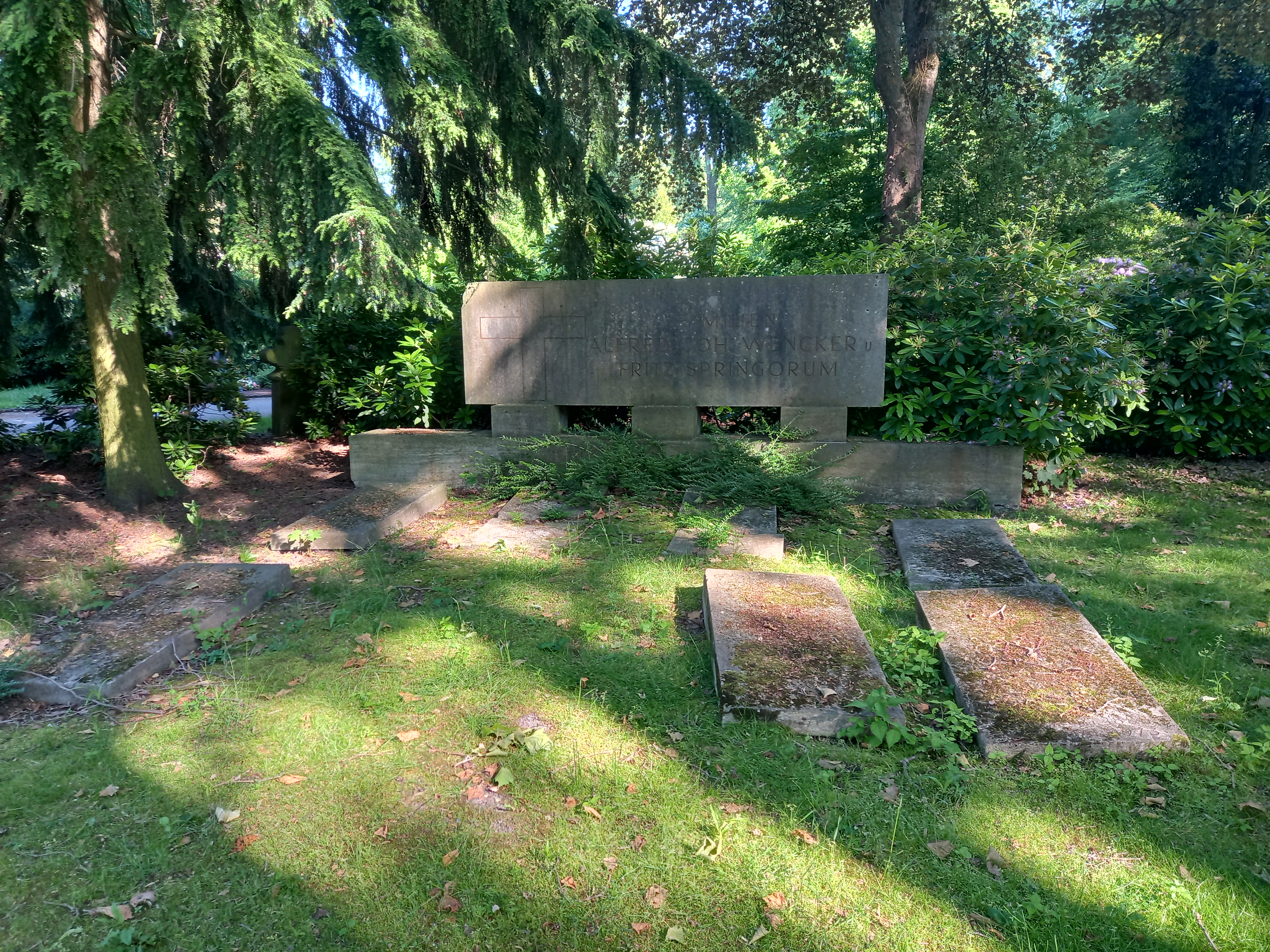
Das Grab von Fritz Springorum und seiner Ehefrau Clara geborene Wencker im Familiengrab Wencker/Springorum auf dem Südwestfriedhof Dortmund

Fritz Springorum (* 6. Juni 1886 in Ruhrort; † 16. April 1942 in Laar) war ein deutscher Industrieller und Politiker. Er arbeitete mehr als zwei Jahrzehnte in leitenden Funktionen der Hoesch-Aktiengesellschaft.

## Ausbildung und Beruf
Der Sohn des Hoesch-Generaldirektors Friedrich Springorum absolvierte das Abitur am Stadtgymnasium Dortmund. Sein Bruder war Otto Springorum. Anschließend studierte er Hüttenwesen an der Technischen Hochschule Aachen. 1904 wurde er Mitglied des Akademischen Vereins Montania, des späteren Corps Montania Aachen, dessen AH-Verband er von 1920 bis 1933 vorstand. 1908 schloss er das Studium mit dem Diplom ab. Zwischenzeitlich fungierte er als Betriebsassistent bei Deutsch-Lux in Differdange. Danach studierte er Volkswirtschaftslehre und Finanzwissenschaft an der Universität Berlin. 1910 wurde er zum Dr.-Ing. promoviert. Von 1911 bis 1915 war er Oberingenieur und Chef des Stahlwerks der Gelsenkirchener Bergwerks-AG, Abteilung „Rote Erde“ bei Esch-sur-Alzette.
Ab 1915 arbeitete Springorum bei der Hoesch AG in Dortmund, zunächst als Betriebsleiter, ab 1917 als Hüttendirektor, 1925 als Generaldirektor, von 1932 bis 1937 als Vorstandsvorsitzender und Generaldirektor und schließlich ab 1937 als Vorsitzender des Aufsichtsrats.

## Politische Aktivitäten
In der Weimarer Republik war Springorum Vorsitzender des „Vereins zur Wahrung der gemeinsamen wirtschaftlichen Interessen im Rheinland und in Westfalen“, des wegen seines langen Namens so genannten Langnam-Vereins. Außerdem gehörte er der Industriellenvereinigung Ruhrlade an. Er war Mitglied der nationalkonservativen und republikfeindlichen Deutschnationalen Volkspartei (DNVP). Von 1924 bis 1930 war er Stadtverordneter in Dortmund und fungierte auch als berufenes Gemeinderatsmitglied ab 1934.
Im März 1932 forderte Springorum in einem Brief an Tilo von Wilmowsky, Krupp, Paul Reusch, Paul Silverberg und Albert Vögler „alles zu tun, um die NSDAP auch praktisch in die Staatsverantwortung hineinzubekommen“ um „die allzu radikale Strömung innerhalb der NSDAP in etwa abzubiegen“ da sonst die NSDAP „weiter erstarken und radikaler werden“ würde. Gemeint war allerdings nicht die Wahrung der rechtsstaatlichen und demokratischen Errungenschaften der Weimarer Republik, sondern die Großindustrie wollte, weil sie den wirtschaftspolitischen Vorstellungen der NSDAP misstraute, diese im eigenen Interesse beeinflussen.
Seine Zustimmung zur Industrielleneingabe, die Friedrich Reinhart, ein mit der NSDAP sympathisierender Bankier am 21. November 1932 ans Büro des Reichspräsidenten meldete, wird in der neueren Forschung bezweifelt. Tatsächlich hat Springorum seine Unterschrift nicht unter die Eingabe gesetzt. Wirklich unterschrieben hat er dagegen – wie über 300 andere Industrielle auch – einen Aufruf eines DNVP-nahen „Deutschen Ausschusses“ vom 6. November 1932, der sich unter der Überschrift „Mit Hindenburg für Volk und Reich!“ für die Regierung Papen und für die DNVP und damit klar gegen die NSDAP aussprach.
Nachdem am 30. Januar 1933 Adolf Hitler zum Reichskanzler ernannt worden war, näherte Springorum sich den Nationalsozialisten an. Drei Wochen später nahm er an einem Treffen führender Industrieller mit Hitler teil und unterstützte den Wahlkampf der Nationalsozialisten für die Wahlen vom 5. März 1933 mit einer Spende in Höhe von 36.000 Reichsmark. Nach der Selbstauflösung der DNVP im Juni 1933 ließ sich Springorum als Gast auf der Einheitsliste der NSDAP für die nächste Reichstagswahl am 12. November 1933 aufstellen und wurde somit Mitglied des nationalsozialistischen Reichstags. Der NSDAP trat Springorum am 1. Mai 1937 (Mitgliedsnummer 4.569.841) bei. Von Mai 1937 bis zu seinem Tod war er als reguläres Mitglied der NSDAP-Fraktion Reichstagsabgeordneter. Zudem war er Mitglied in der Akademie für Deutsches Recht. Fritz Springorum war um das Jahr 1931 Mitglied des Vorstands des Deutschen Hochseesportverbands HANSA.
Als die Nationalsozialisten im April 1933 im Zuge ihrer Gleichschaltungspolitik den Hauptgeschäftsführer Max Schlenker des Langnamvereins absetzten, legte auch Springorum sein Amt als Vorsitzender nieder; der Langnamverein wurde aufgelöst. Er behielt aber den Vorsitz im Verband deutscher Eisenindustrieller und war weiterhin Reichstagsabgeordneter. Als Nachfolger von Albert Vögler übernahm Springorum 1936 den Vorsitz des Vereins Deutscher Eisenhüttenleute (VDEh), den er jedoch 1939 krankheitshalber aufgab.